# Marmelalk
Der Marmelalk (Brachyramphus marmoratus) ist eine kleine Art aus der Familie der Alkenvögel und im nördlichen Pazifik beheimatet. Er brütet in Wäldern weit im Inland und nicht dicht an der Küste, was sehr ungewöhnlich für einen Vertreter dieser Familie ist. Bevorzugt brütet er auf Küstenmammutbäumen. Erst 1974 entdeckte ein Baumkletterer ein Küken und machte so das Nistverhalten dieser Art bekannt.

## Beschreibung

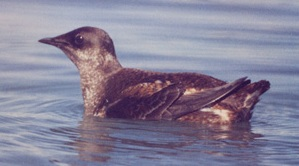
Marmelalk im Prachtkleid

Der Marmelalk erreicht eine Körperlänge von 25 Zentimetern. Er wiegt zwischen 188 und 253 Gramm. Der Schnabel ist dunkel, schlank und sehr spitz. Die Flügel sind schlank und spitz zulaufend. Die Iris ist dunkelbraun, Schnabel, Beine und Füße sind schwarz.
Im Prachtkleid ist das gesamte Körpergefieder auf weißem Grund unregelmäßig dunkel schokoladenbraun gefleckt. Die Federn des vorderen Rückens sind dünn rötlich gesäumt. Die Flügelfedern und der Schwanz sind schwarzbraun. Die Körperfärbung variiert individuell sehr stark, einzelne Individuen können fast einfarbig dunkelbraun sein, andere sind blasser und zeigen ausgedehnte weiße Gefiederpartien.
Im Schlichtkleid fehlen die rötlichen bis braunen Töne, das Gefieder ist ausschließlich schwarz und weiß, so dass der Vogel an eine Trottellumme erinnert. Der Oberkopf ist schwarz, wobei sich die schwarze Fläche bis über die Augen ausdehnt. Der Nacken, der Rücken und der Rumpf sowie die Oberflügeldecken sind gleichfalls schwarzgrau. Einige, vor allem noch nicht geschlechtsreife Vögel im Alter von ein bis zwei Jahren, zeigen dieses Schlichtkleid auch im Sommer. Andere nicht geschlechtsreife Vögel zeigen eine Mischform zwischen Prachtkleid und Schlichtkleid.
Auf dem Meer ruhende Marmelalken schwimmen mit hoch aufgerichtetem Kopf und einem fast vertikal aufgerichteten Schwanz. Aufmerksame Marmelalken strecken den Hals weit nach vorne, wodurch sie ein langes, dünnhalsiges Profil bekommen, das so bei anderen kleinen Alkenvogelarten außerhalb der Gattung Brachyramphus nicht vorkommt. Die Beine und Füße sind nur schwach ausgebildet und sitzen sehr weit hinten am Körper, so dass der Marmelalk sich an Land nicht sehr gut bewegen kann und auch keine voll aufrechte Körperhaltung annehmen kann, wie man sie bei anderen Alkenvögeln findet.

## Verbreitung

Verbreitungsgebiet des Marmelalks:
Ganzjähriges Vorkommen
Brutvorkommen
Vorkommen außerhalb der Brutzeit

Die nordamerikanischen Marmelalken brüten an der Westküste Nordamerikas vom Süden Kaliforniens über Oregon, Washington, British Columbia und der Westküste von Vancouver Island bis zum Südosten Alaskas sowie im Westen der Aleuten. Voraussetzung ist allerdings immer ein extensiver Bestand an alten Bäumen, weswegen die Marmelalkvorkommen in Kalifornien, Oregon und Washington klein und fragmentiert sind, weil diese Voraussetzungen oft nicht mehr gegeben sind.
Marmelalken kommen in einer Region vor, in der die Oberflächentemperatur des Meerwassers im Sommer zwischen 5 und 17 °C und im Winter zwischen 4 und 15 °C liegt. Die Art hält sich in der Regel in Küstennähe auf und ist der häufigste Alkenvogel in geschützten Meeresbuchten an der Küste British Columbias, des südöstlichen Alaskas, des Prince William Sounds und der Kodiak-Insel. Gerne nutzt die Art Regionen mit zahlreichen kleinen Inseln und dringt tief in Buchten, Fjorde und Flussmündungen vor, selbst wenn die Salinität des Wassers dort gering ist. In einigen Regionen nutzt die Art sogar gezielt Brackwasserzonen und Frischwasserlagunen und sucht sogar große, im Binnenland liegende Seen auf. Der Marmelalk ist der einzige Alkenvogel, der dies regelmäßig tut.
Marmelalken sind sehr gute Flieger und erreichen als Irrgäste gelegentlich auch Ontario, Québec, Neufundland und Florida.

## Nahrung
Marmelalken suchen ihre Nahrung überwiegend in flachen Küstengewässern und bevorzugen dabei geschützte Buchten und Fjorde. Fern der Küste werden sie nur sehr selten gesehen. Sie fressen kleine Fische, die in Schwärmen vorkommen, sowie Wirbellose. Während der Nahrungsaufnahme schließen sie sich gelegentlich zu Schwärmen zusammen, zu denen andere Alkenvögel, Möwen und Kormorane gehören. Dies kommt besonders dann vor, wenn sich Sandaale und Heringsschwärme in Küstennähe aufhalten.

## Fortpflanzung

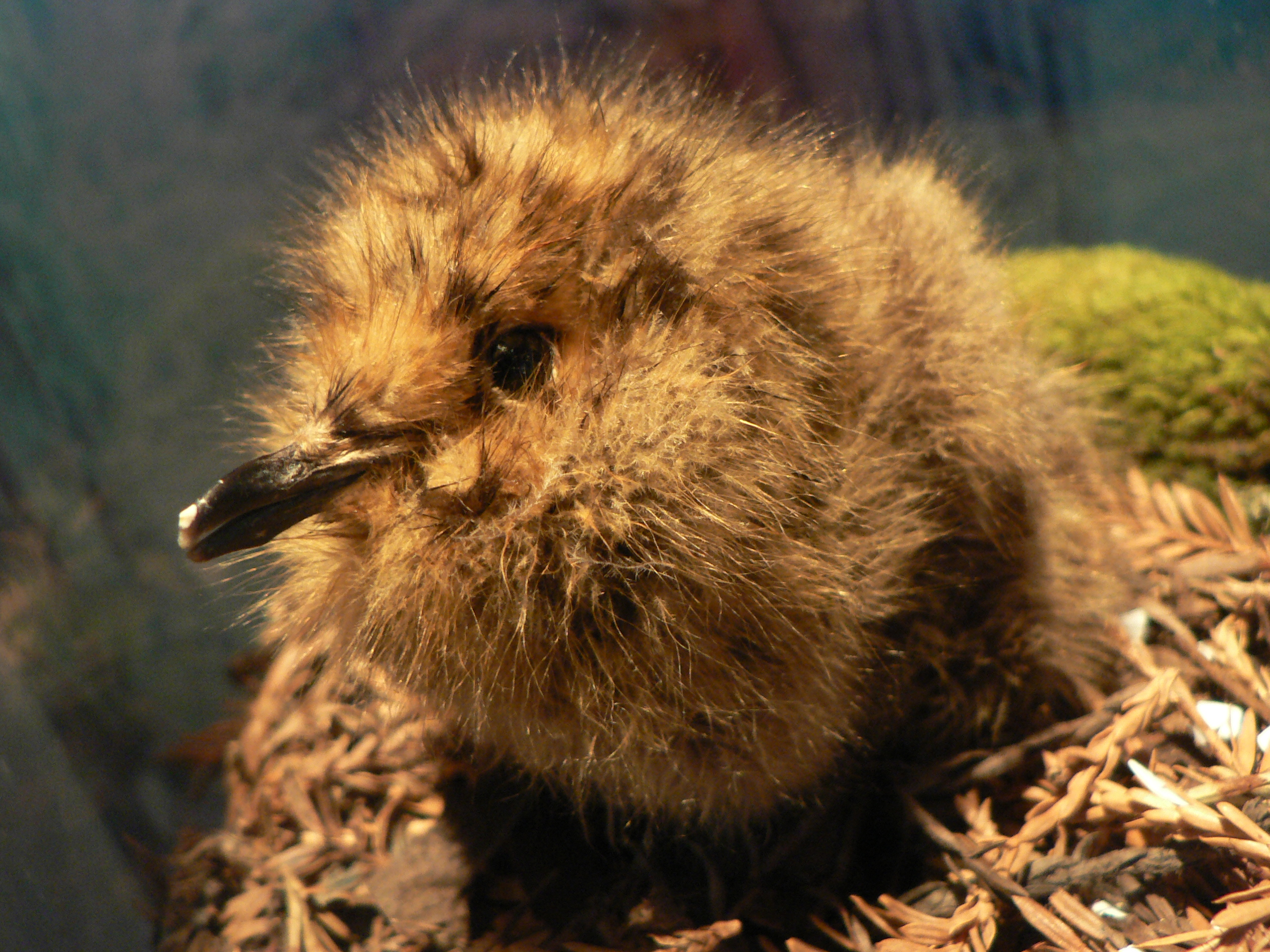
Küken (ausgestopftes Präparat)

Der Marmelalk zeigt zwei Besonderheiten in seinem Fortpflanzungsverhalten: Er brütet in der Regel auf Bäumen, was innerhalb der Familie der Alkenvögel außer beim Kamtschatkamarmelalk nicht zu finden ist. Gemeinsam mit den anderen zwei Arten der Gattung Brachyramphus zählt er zudem zu den Alkenvögeln, die grundsätzlich nicht in Kolonien brüten. Er zeigt aber soziale Interaktionen mit anderen Artgenossen auch in seinem Brutgebiet. Dazu gehört ein wiederholtes Überfliegen der Baumwipfel durch Individuen, Paare und kleine Gruppen von Vögeln. Auf Baumwipfelhöhe fliegen sie in unmittelbarer Nähe der Niststandorte.
Das Brutgebiet liegt im Binnenland und ist gewöhnlich im Durchschnitt 16,8 Kilometer von der Küste entfernt. Extreme Neststandorte finden sich bis zu 40 Kilometer im Landesinneren. Typische Neststandorte sind alte Bäume, die mindestens 200 Jahre alt sind. Typisch für die Wälder, in denen Marmelalken nisten, ist ein geringer Unterwuchs, aber ein ausgeprägter Moos- und Epiphytenbewuchs auf den Bäumen. Die Wipfelhöhe der Bäume befindet sich durchschnittlich in etwa 64 Meter Höhe, die Größe der Wälder, in denen Marmelalken brüten, beträgt im Durchschnitt 206 Hektar. Das Nest befindet sich im oberen Bereich des Nistbaumes etwa einen Meter vom Baumstamm entfernt auf einem starken Baumast, der einer Nistplattform von etwa zwanzig mal dreißig Zentimeter Platz bietet. Das Nest ist mit Flechten und Moos gepolstert und auf Grund darüber hängender Äste von oben meistens nicht einsehbar. Brütende Marmelalken sind deswegen weder vom Boden noch aus der Luft auszumachen. In Alaska sind auch bodenbrütende Marmelalken beobachtet worden.
In Kalifornien werden die Eier im Zeitraum von Mitte März bis Mitte Juli gelegt. Der Beginn der Brutperiode liegt für die US-amerikanischen Bundesstaaten fast einen Monat später. In Alaska fällt die Eiablage in den Zeitraum von Mitte Mai bis in den frühen Juli. Weibchen legen, wie für viele Arten aus der Familie der Alkenvögel typisch, nur ein Ei. Beide Elternvögel brüten und weisen jeweils zwei seitliche Brutflecken auf. Die Nestlinge schlüpfen nach einer Brutdauer von 27 bis 30 Tagen. Unmittelbar nach dem Schlupf wird der Nestling zwei Tage lang ununterbrochen gehudert. Die Elternvögeln füttern den Nestling mit kleinen Fischen, die sie meist einzeln quer im Schnabel herantragen. Die Nestlingszeit beträgt 27 bis 30 Tage, dann fliegt der Jungvogel gewöhnlich allein zum Meer. Es ist bislang nicht bekannt, wie die Jungvögel diesen Weg finden. Einige Jungvögel können das Meer kurz nachdem sie losfliegen sehen, andere müssen jedoch weite Strecken zurücklegen, bevor die Küste in Sichtweite kommt. Möglicherweise merken sich Jungvögel die Flugrichtung der Elternvögel und orientieren sich daran.
Der Bruterfolg der Marmelalken ist bislang noch nicht genau untersucht, da bislang nur wenige Nester vom Legebeginn bis zum Schlupf der Jungvögel beobachtet werden konnten. Er scheint jedoch insgesamt sehr gering auszufallen. Eier und Jungvögel werden regelmäßig von Raben und Krähen, Raubsäugetieren und Eichhörnchen gefressen. Aus 32 beobachteten Nester flogen nur neun Jungvögel aus.

## Bestand
Genaue Bestandszahlen für den Marmelalk liegen nicht vor. Der Gesamtbestand wurde gegen Ende des 20. Jahrhunderts auf mindestens 200.000 Individuen in Alaska, 50.000 in British Columbia, 5.500 in Washington, 5.000 bis 15.000 in Oregon und 6.450 in Kalifornien geschätzt.

## Gefährdung
Gefahren für den Marmelalk bestehen hauptsächlich in der Abholzung der alten Wälder, in denen diese Art brütet. Auch dem Verfangen in Fischernetzen und Verschmutzungen durch Ölförderanlagen sind schon viele Tiere zum Opfer gefallen. Seit 1992 wird der Marmelalk als gefährdet eingestuft. Für die Schutzkampagne zum Erhalt der alten Wälder an der amerikanischen Pazifikküste ist der Vogel zum bedeutenden Symbol geworden. So steht er in einigen Parks auf Vancouver Island, im Nimpkish Lake Provincial Park oder auf Flores Island, im Flores Island Marine Provincial Park, unter strengem Schutz.

## Systematik
Der Kamtschatkamarmelalk galt lange als Unterart des Marmelalks. 1998 konnte anhand genetischer Untersuchungen nachgewiesen werden, dass diese Art weniger eng mit dem Marmelalk verwandt ist als der Kurzschnabelalk.

## Belege

### Einzelbelege
1. ↑  Gaston, S. 192
2. ↑  Gaston et al., S. 194
3. ↑  Gaston et al., S. 195
4. ↑  Gaston et al., S. 197
5. ↑  Gaston et al., S. 198
6. ↑  Gaston et al., S. 198
7. ↑  Gaston et al., S. 199
8. ↑  Gaston et al., S: 199
9. ↑  Gaston et al., S. 194
10. ↑  V. L. Friesen, J. F. Piatt, A. J. Baker: Evidence from cytochrome b sequences and allozymes for a „new“ species of alcid: the Long-billed Murrelet (Brichyramphus Perdix). In: Condor. Bd. 98, 1996, ISSN 0010-5422, S. 681–690, online (PDF; 839 kB).